# Parc national naturel de La Paya
Pour les articles homonymes, voir Paya.
Le parc national naturel de La Paya est un parc national situé dans le département de Putumayo, en Colombie.